# Хиути-Нада
Хиути-Нада (яп. 燧灘 хиути-нада) — плёс (море, малое море или открытый залив) в центральной части Внутреннего Японского моря.
Плёс ограничен полуостровом Мисаки (префектура Кагава, Сикоку) на востоке и полуостровом Таканава (префектура Эхиме, Сикоку) на западе.
На севере сообщается с плёсом Бинго, на западе — через пролив Курусима-Кайкё с плёсом Аки-нада.
Дно плёса относительно ровное. На севере Хиути-Нада имеются острова Ибуки (яп. 伊吹島), Маругами (яп. 円上島), Эносима (яп. 江ノ島), Уо (яп. 魚島), Такаиками (яп. 高井神島) и Сисака (яп. 四阪島), протянувшиеся с запада на восток. В южной части островов нет.
В плёс впадают реки Накаяма, Камо, Саки и Сайден.